# Sazhubxi He
Sazhubxi He (kinesiska: 沙珠玉河) är ett vattendrag i Kina. Det ligger i provinsen Qinghai, i den nordvästra delen av landet, omkring 130 kilometer väster om provinshuvudstaden Xining.
Genomsnittlig årsnederbörd är 410 millimeter. Den regnigaste månaden är juli, med i genomsnitt 120 mm nederbörd, och den torraste är december, med 3 mm nederbörd.